# Donji Oštrc
 Donji Oštrc  falu Horvátországban Zágráb megyében. Közigazgatásilag Zsumberkhez tartozik.

## Fekvése
Zágrábtól 45 km-re délnyugatra községközpontjától Kostanjevactól 3 km-re nyugatra a Zsumberki-hegység lejtőin fekszik. Településrészei Baroni, Bučari, Donji Mahovlići, Garapići, Gorniki, Krajačići, Radelji, Rajakovići és Stanišići.

## Története
Plébániáját 1827-ben alapították. Berdiki, Jurkovo Selo, Skoki, Balabani, Bezjaki, Kostanjevac, Simenići, Tancrajteri, Feletari, Vlašići, Župani, Bučari, Gorniki, Mahovlići Donji, Oštrc Donji, Radelji, Stanišići, Kokoti, Oštrc Gornji, Šoštari, Duralije, Horvatini, Ribići, Slobodnjaki, Tupčina, Vlahovići, Cernik, Reštovo, Gornje Selo, Kovači, Maršići, Sošice és Tarači falvak tartoznak hozzá. Az 1830-as urbárium szerint 16 házában 201 lakos élt. 
1857-ben 298, 1910-ben 410 lakosa volt. Trianon előtt Zágráb vármegye Jaskai járásához tartozott. 2011-ben 68 lakosa volt. 

## Lakosság
| Lakosság változása | Lakosság változása | Lakosság változása | Lakosság változása | Lakosság változása | Lakosság változása | Lakosság változása | Lakosság változása | Lakosság változása | Lakosság változása | Lakosság változása | Lakosság változása | Lakosság változása | Lakosság változása | Lakosság változása | Lakosság változása |
| ------------------ | ------------------ | ------------------ | ------------------ | ------------------ | ------------------ | ------------------ | ------------------ | ------------------ | ------------------ | ------------------ | ------------------ | ------------------ | ------------------ | ------------------ | ------------------ |
| 1857               | 1869               | 1880               | 1890               | 1900               | 1910               | 1921               | 1931               | 1948               | 1953               | 1961               | 1971               | 1981               | 1991               | 2001               | 2011               |
| 298                | 336                | 383                | 416                | 410                | 410                | 395                | 416                | 590                | 419                | 396                | 307                | 201                | 161                | 101                | 68                 |

## Nevezetességei
Szent Mária Magdolna tiszteletére szentelt plébániatemploma.

## Külső hivatkozások
- Žumberak község hivatalos oldala
- A Zsumberki közösség honlapja